# Калинівська сільська рада (Снігурівський район)
Кали́нівська сільська́ ра́да (до 2016 року — Куйбишевська) — орган місцевого самоврядування у Снігурівському районі Миколаївської області. Адміністративний центр — село Калинівка.

## Загальні відомості
- Населення ради: 1147 осіб (станом на 2001 рік)

## Населені пункти
Сільській раді підпорядковані населені пункти:
- с. Бурханівка
- с. Калинівка
- с. Любимівка

## Склад ради
Рада складається з 16 депутатів та голови.
- Голова ради: Білоконь Жанна Василівна

### Керівний склад попередніх скликань
| Прізвище, ім'я, по батькові   | Основні відомості                                                                 | Дата обрання | Дата звільнення |
| ----------------------------- | --------------------------------------------------------------------------------- | ------------ | --------------- |
| Ткаченко Сергій Володимирович | Сільський голова, 1975 року народження, освіта вища, член Народної партії         | 26.03.2006   | 31.10.2010      |
| Ткаченко Сергій Володимирович | Сільський голова, 1975 року народження, освіта вища, член Аграрної партії України | 31.10.2010   | 22.01.2012      |
| Білоконь Жанна Василівна      | Сільський голова, 1979 року народження, освіта вища, член Партії регіонів         | 22.01.2012   |                 |

Примітка: таблиця складена за даними сайту Верховної Ради України

### Депутати
За результатами місцевих виборів 2010 року депутатами ради стали:

#### За суб'єктами висування
| Суб'єкт висування                 | Кількість обраних депутатів | %    |
| --------------------------------- | --------------------------- | ---- |
| Партія регіонів                   | 7                           | 43,8 |
| Самовисування                     | 7                           | 43,8 |
| Політична партія «Сильна Україна» | 2                           | 12,5 |

#### За округами
| № округу                          | Прізвище, ім'я, по батькові       | Дата визнання обраним | Освіта             | Партійна приналежність                        | Відомості про обраного депутата               |
| --------------------------------- | --------------------------------- | --------------------- | ------------------ | --------------------------------------------- | --------------------------------------------- |
| Партія регіонів                   |                                   |                       |                    |                                               |                                               |
| 1                                 | Гончар Галина Степанівна          | 02.11.2010            | середня            | член Партії регіонів                          | Куйбишевська сільська рада, землевпорядник    |
| 8                                 | Бабакова Ніна Павлівна            | 02.11.2010            | середня            | член Партії регіонів                          | Куйбишевська сільська рада, бухгалтер         |
| 9                                 | Цвєтков Володимир Георгійович     | 02.11.2010            | вища               | член Партії регіонів                          | Куйбишевський НВК, завгосп                    |
| 11                                | Прокоп'єв Михайло Миколайович     | 02.11.2010            | середня спеціальна | член Партії регіонів                          | пенсіонер                                     |
| 12                                | Солоненко Ольга Іванівна          | 02.11.2010            | середня            | член Партії регіонів                          | Поштове відділення зв'язку, листоноша         |
| 13                                | Прокоп'єв Микола Михайлович       | 02.11.2010            | середня спеціальна | член Партії регіонів                          | ПОСП «Куйбишевський», гідротехнік             |
| 14                                | Куцмида Василь Степанович         | 02.11.2010            | середня            | член Партії регіонів                          | ПОСП «Куйбишевський», механізатор             |
| Політична партія «Сильна Україна» |                                   |                       |                    |                                               |                                               |
| 2                                 | Пономаренко Людмила Володимирівна | 02.11.2010            | середня            | член Політичної партії «Сильна Україна»       | приватний підприємець                         |
| 7                                 | Чернишева Вікторія Логвінівна     | 02.11.2010            | вища               | член Політичної партії «Сильна Україна»       | Куйбишевський НВК, вчитель                    |
| Самовисування                     |                                   |                       |                    |                                               |                                               |
| 3                                 | Островчук Віктор Якович           | 02.11.2010            | середня            | позапартійний                                 | пенсіонер                                     |
| 4                                 | Басок Вікторія Валентинівна       | 02.11.2010            | вища               | позапартійна                                  | Куйбишевська сільська бібліотека, бібліотекар |
| 5                                 | Ткаченко Сергій Анатолійович      | 28.05.2012            | вища               | позапартійний                                 | Сільська рада, водій                          |
| 6                                 | Чернишева Людмила Михайлівна      | 02.11.2010            | вища               | позапартійна                                  | Новопетрівська сільська рада, бухгалтер       |
| 10                                | Мороз Дар'я Василівна             | 02.11.2010            | середня спеціальна | позапартійна                                  | пенсіонер                                     |
| 15                                | Букатко Дмитро Михайлович         | 02.11.2010            | середня            | член Всеукраїнського об'єднання «Батьківщина» | ПОСП «Куйбишевський», механізатор             |
| 16                                | Михайлюк Катерина Григорівна      | 02.11.2010            | середня            | член Партії регіонів                          | приватний підприємець                         |